# Flesbergs kommun
Flesbergs kommun (norska: Flesberg kommune) är en kommun i Buskerud fylke i sydöstra Norge. Kommunen ligger i sydöstra delen av dalgången Numedal och gränsar till kommunerna Kongsberg, Øvre Eiker, Rollag och Sigdal i Buskerud fylke samt Notoddens och Tinns kommuner i Telemark fylke. Centralort är tätorten Lampeland.
Kommunens högsta punkt är fjället Flesebekk-ble med 1272 meter över havet, som ligger i fjällområdet Blefjell. I kommunen finns också fjällområdena Fagerfjell och Holtefjell.
De flesta av kommunens invånare bor i orterna Lampeland, Svene, Flesberg och Lyngdal.

## Näringsliv
Skogsindustri och vintersport är viktiga näringsgrenar. Moelven Treindustri och Norske Fjellhus är de största företagen i kommunen.

## Tätorter
I Flesbergs kommun finns två tätorter:
- Lampeland (centralort)
- Svene

## Socknar
Inom Norska kyrkan är Flesbergs kommun indelad i tre socknar:
- Flesbergs socken
- Lyngdals socken
- Svene socken

Socknarna ingår i Kongsbergs prosteri i Tunsbergs stift.

## Sevärdheter
I kommunen finns stavkyrkor i Flesberg och Lyngdal.

## Bilder

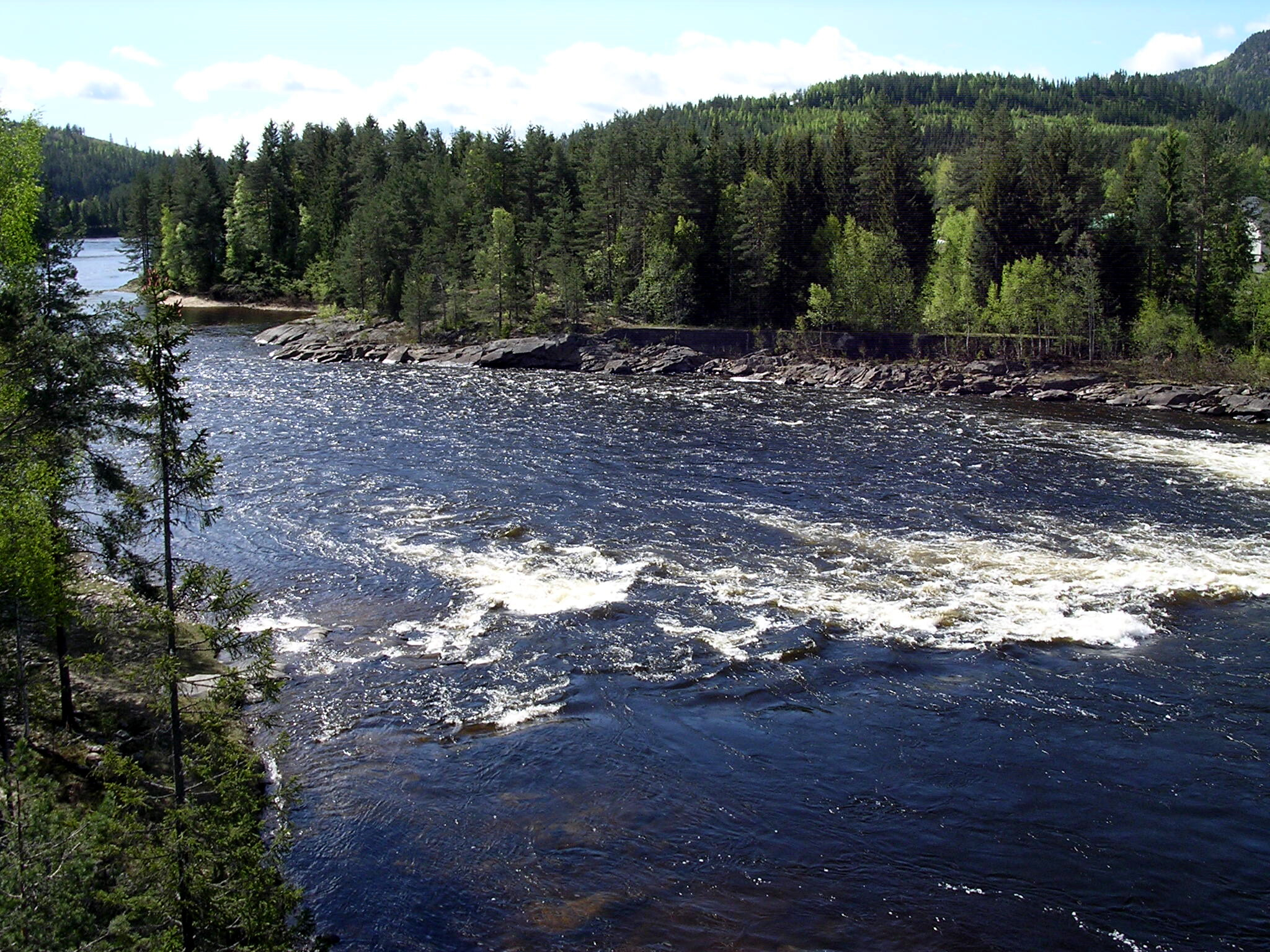
Numedalslågen vid Svene.
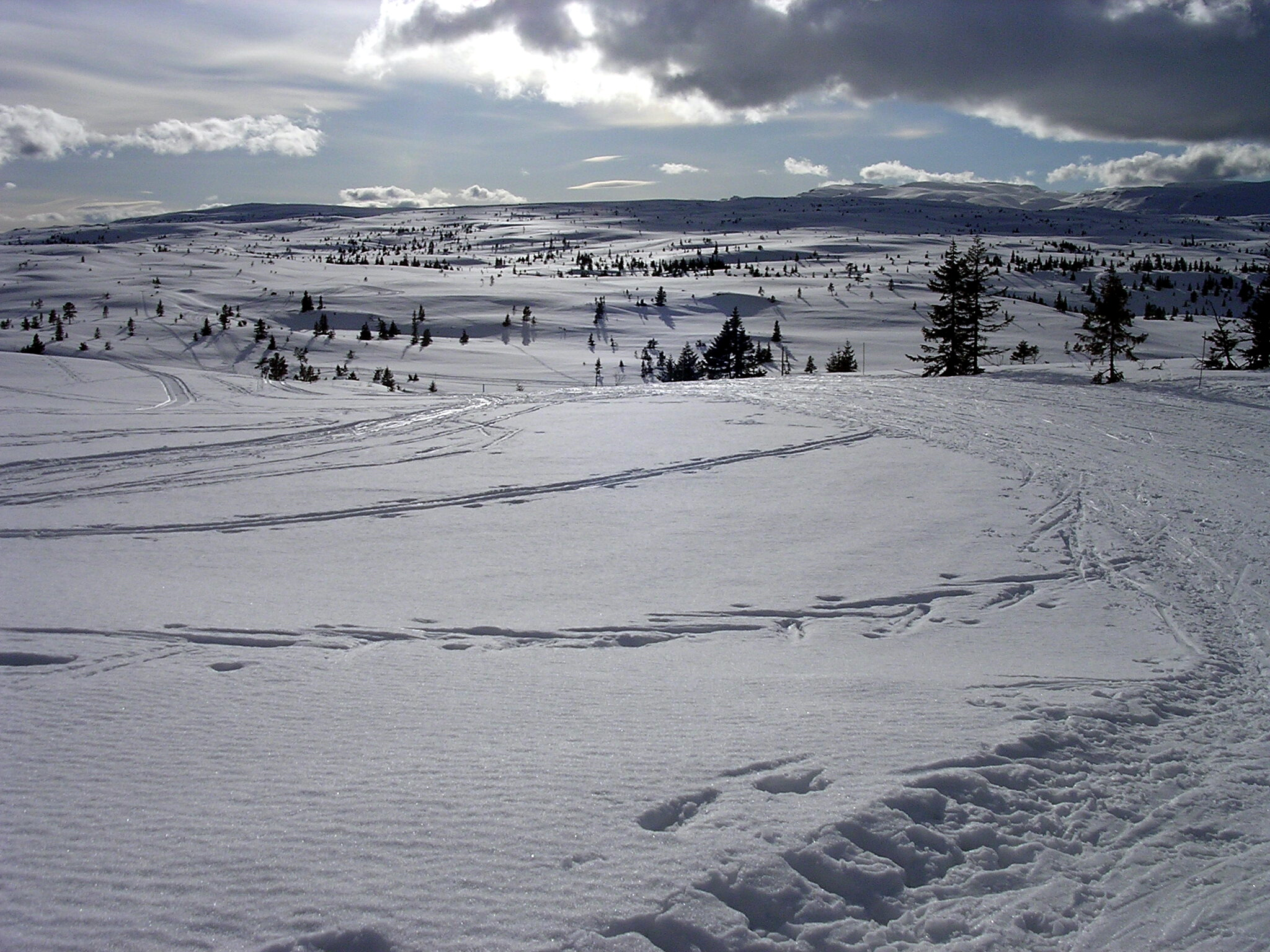
Fjällområdet Blefjell ligger delvis inom Flesbergs kommun.